# Монти (Кампобасо)
Монти је насеље у Италији у округу Кампобасо, региону Молизе.
Према процени из 2011. у насељу је живело 15 становника. Насеље се налази на надморској висини од 682 м.